# Rau diếp đắng yếu
Rau diếp đắng yếu (danh pháp khoa học: Ixeris debilis) là một loài thực vật có hoa trong họ Cúc. Loài này được (Thunb. ex Thunb.) A.Gray mô tả khoa học đầu tiên năm 1859.